# Şırnak (provincie)
Şırnak (Koerdisch: Şirnex, betekenis: nieuwe stad) is een provincie in Turkije. De provincie is 7296 km² groot en heeft 353.197 inwoners (2000). De hoofdstad is het gelijknamige Şırnak. De bevolking is overwegend Koerdisch.

## Bestuurlijke indeling

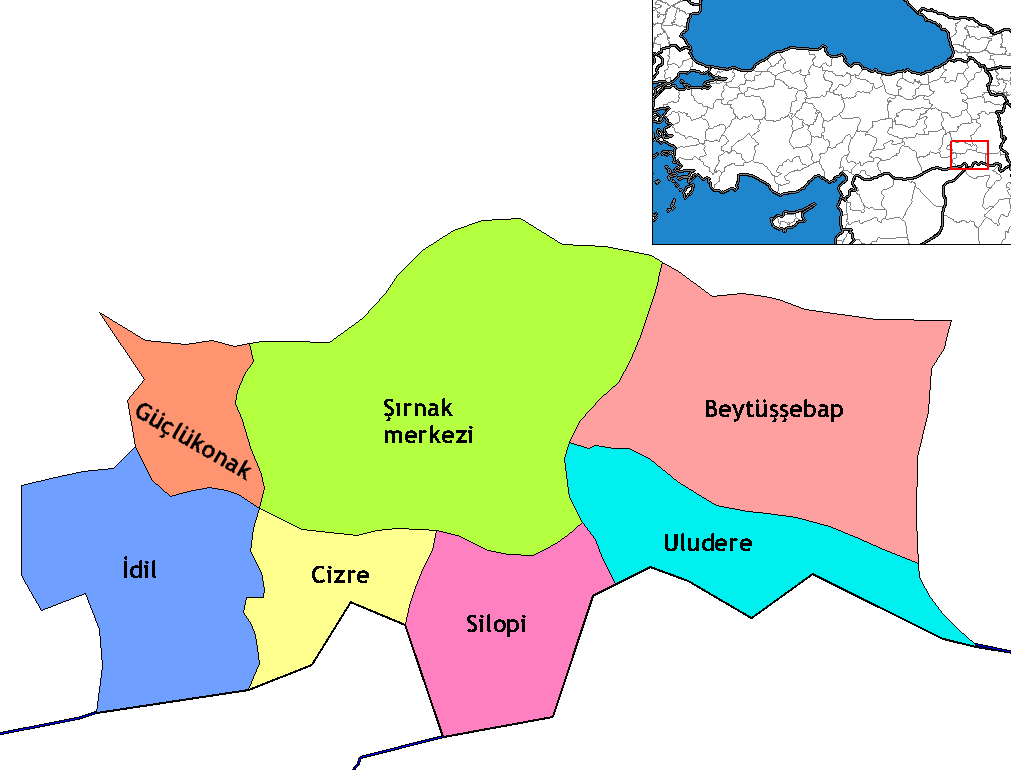
Districten van Şırnak

### Districten
De provincie bestaat uit de volgende zeven districten:
| - Beytüşşebap - Cizre - Güçlükonak - İdil | - Silopi - Şırnak - Uludere |